# ریشه‌گاه

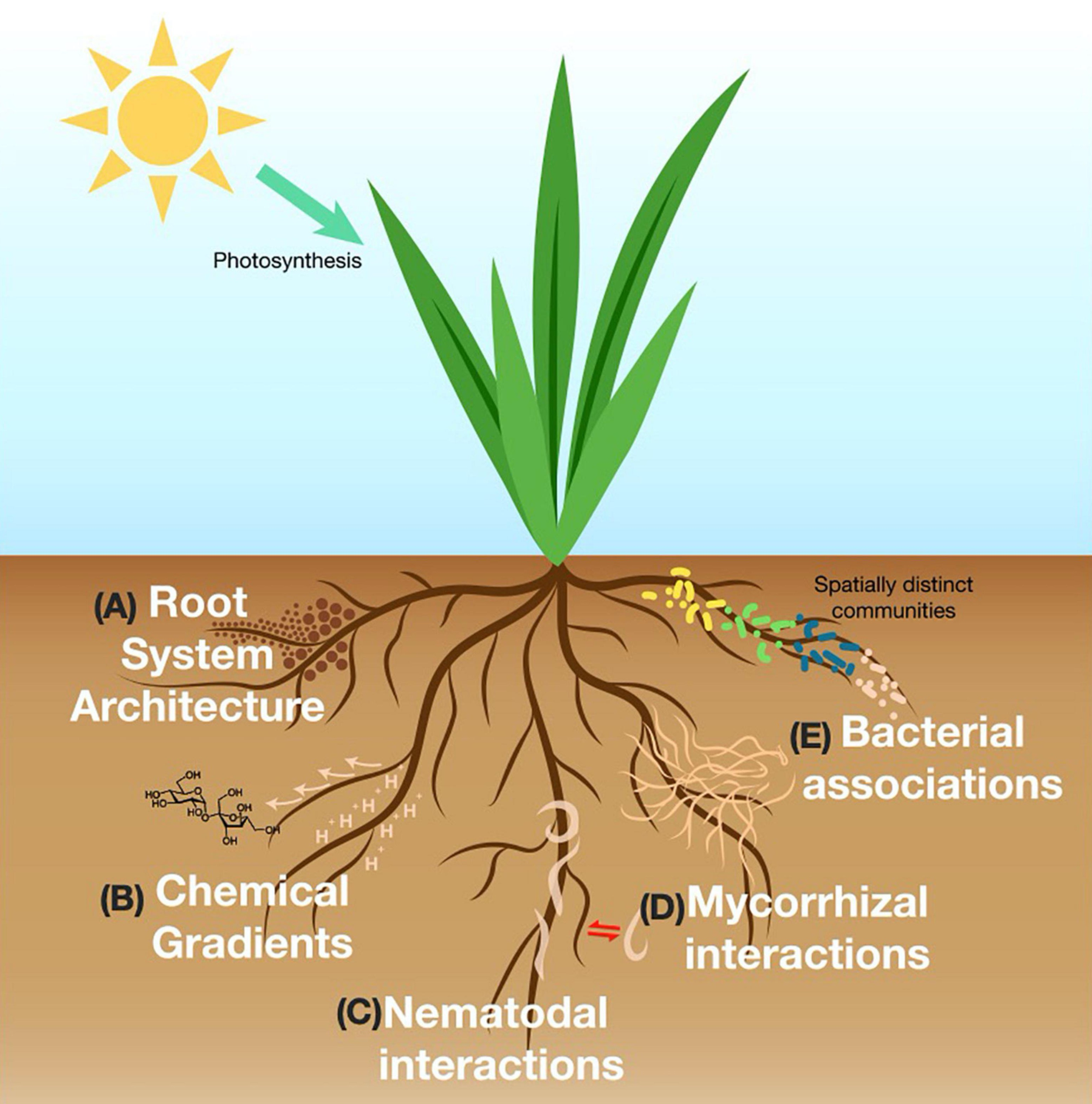
تعاملات گیاه و خاک از طریق ریشه: (A) ساختار ریشه به ویژگی‌های ساختاری آن مربوط می‌شود و به محرک‌های محیطی واکنش می‌دهد. (B) ریشه‌گاه کربن ثابت فتوسنتزی تولید می‌کند که به خاک تراوش می‌کند و بر شیب فیزیکی-شیمیایی خاک تأثیر می‌گذارد. (C) نماتدهای آزاد یا انگلی از طریق فعل‌وانفعالات سیگنالی با ریشه‌گاه تعامل دارند. (D) قارچ‌های میکوریزال روابط قوی با ریشه ایجاد می‌کنند و در تبادل مواد مغذی شرکت دارند. (E) ترکیب باکتری بر اساس قسمت‌های مختلف، سن و نوع‌ریشه‌ها متمایز است.

محیط اطراف ریشهٔ گیاهان را ریشه‌گاه یا ریزوسفر (Rhizosphere) می‌گویند. ریشه‌گاه لایه‌ای نه‌چندان عمیق از خاک است که به طور مستقیم تحت تأثیر ریشه گیاهان و میکروارگانیسم‌های مرتبط قرار می‌گیرد. ریشه‌گاه در واقع محیط تعاملی گیاه و خاک محسوب می‌شود.

## برهم‌کنش‌های گیاه و خاک
ریشه‌گاه و برهم‌کنش‌های زیست‌شناختی که در آن رخ می‌دهد، مفاهیمی هستند که تاریخ بررسی آنها، به ابتدای قرن بیستم بازمی‌گردد. با این حال، اندازه‌گیری بسیاری از جنبه‌های کارکردی این رابطه‌ها در گذشته آغاز شده است. بخش زیادی از کربن جذب‌شده از گیاه توسط ریزوسفر ممکن است توسط قارچ‌های VAM تعدیل شود. حضور قارچ‌های مایکوریزایی می‌تواند سرعت فتوسنتز را افزایش دهد و کاهش کربن را به وسیله اندوفیت‌ها جبران کند. جریان کربن از سوی ریشه‌های گیاه از طریق ارگانیسم‌های قارچی و میکروبی می‌تواند یک از فرایندهای کلیدی در اکوسیستم‌های خاک‌زی باشد.
چند بازخورد مثبت بین گیاهان و جامعه‌های زیستی خاک-میکروب وجود دارد. مواد مترشحه از ریسه‌ها و ریشه‌های VAM، مقداری انرژی فراهم می‌کند که از تنوع میکروارگانیسم‌های خاک پشتیبانی خواهد کرد. به نظر می‌رسد که مایکوریزاها در حفظ انباشتگی خاک، مهم هستند. انباشتگی خاک ممکن است به برهم‌کنش‌های فیزیکی-شیمیایی بین سطوح گلی و مواد ارگانیکی که تا حدی تجزیه شده‌اند یا فشارهای فیزیکی ریشه‌ها و ریسه‌هایی نسبت داده شود که توسط پلی‌ساکاریدهای تولیدشده به صورت میکروبی، به هم می‌چسبند. در بسیاری از موارد، از دست رفتن انباشتگی و ساخت خاک، توانایی خاک را برای اندوختن مواد غذایی و آب کاهش می‌دهد. هنگامی که خاک‌ها آیش می‌شود یا گیاهانی در خاک‌های بکر، کاشت شود، کربوهیدرات‌های خاک، انباشتگی و جمعیت قارچ‌های VAM کاهش می‌یابد؛ بنابراین، ارگانیسم‌های خاک می‌توانند با بهبود ساخت خاک، بر رشد گیاه تأثیر بگذارند.
تأثیر تغییراتِ تعدیل‌شده از نظر میکروبی، بر ساخت خاک، در کشاورزی پایدار مهم است. ساخت خاک بر نفوذ مواد مغذی، ویژگی‌های رطوبتی خاک، پتانسیل فرسایش و نیز چرخش مواد مغذی تأثیر می‌گذارد. توماس و همکارانش نشان دادند که گیاهان VAM می‌توانند فراوانی کلان‌انباشت‌های مقاوم در برابر آب را نسبت به گیاهان غیرVAM افزایش دهند؛ بنابراین، تأثیر همزیستی قارچ-گیاه در خاک باید بخشی از ارزیابی تأثیر VAM بر رشد گیاه باشد. در گذشته بر گیاه بسیار تأکید می‌شد، اما توجه به تأثیر VAM ممکن است حالا خاک را در معرض تأکید قرار دهد. یک حوزه پژوهشی بکر و مفید می‌تواند ارزشیابی تأثیر درازمدت جوامع مختلف گیاهی و میکروبی بر ساخت خاک باشد. اگر مشخص شود که گونه‌های قارچ‌های VAM در انتقال کربن به خاک بدون تأثیر مستقیم بر تغذیه گیاه مؤثر هستند، موضوع «تغذیه خاک» واقعاً جالب خواهد بود.